# Prislonica
Prislonica (en serbe cyrillique : Прислоница) est une localité de Serbie située sur le territoire de la Ville de Čačak, district de Moravica. Au recensement de 2011, elle comptait 1 406 habitants.
Prislanica, officiellement classé parmi les villages de Serbie, est située à 13 km de Čačak sur les pentes du mont Vujan. Y est organisé chaque année un festival de flûte traditionnelle, réputé dans toute la Serbie.
Le monastère de Vujan est situé sur le territoire de Prislonica.
Lazar Mutap est né à Prislonica.

## Démographie

### Évolution historique de la population
| 1948  | 1953  | 1961  | 1971  | 1981  | 1991  | 2002  | 2011  |
| ----- | ----- | ----- | ----- | ----- | ----- | ----- | ----- |
| 2 297 | 2 183 | 2 038 | 1 809 | 1 735 | 1 637 | 1 591 | 1 406 |

|  |